# Società Pavese di Storia Patria
La Società Pavese di Storia Patria è una associazione di studiosi e cultori della storia di Pavia e del territorio.

## Storia
Fu fondata nel 1901 con lo scopo e l'impegno che è sancito nello Statuto:
(Statuto della Società Pavese di Storia Patria)
Il primo presidente, e sostanzialmente il fondatore, fu Giacinto Romano, docente di Storia Moderna nell'Università di Pavia (allora unica università lombarda) il quale, insieme ai colleghi professori, si confronta con il ceto colto della città, instaurando un rapporto, rafforzato negli anni, con l'Ateneo dove la Società Pavese trova sostegno di strumenti di indagine e anche garanzia scientifica.
Tale collaborazione è rappresentata ad esempio dal vicepresidente Antonio Cavagna Sangiuliani, nobiluomo di campagna, studioso di singolare modernità perché utilizza la sua conoscenza dei monumenti medievali del territorio pavese nell'impegno per conservarli, anticipando così il concetto di "bene culturale".
Altra figura importante è Rodolfo Maiocchi, sacerdote, a quel tempo conservatore del Civico Museo, tempra di ricercatore alacre e originale, provvido raccoglitore di fonti in codici diplomatici pavesi (dell'Università, dell'Ordine Agostiniano, delle opere d'arte) che restano fondamentali.
Alla morte di Romano, nel 1920, gli succede Roberto Rampoldi, medico oculista, consigliere comunale, deputato e senatore, appassionato custode e rievocatore della memoria risorgimentale. 
Il successore, nel 1925, è Pietro Vaccari. Professore di Storia del Diritto Italiano dilata il campo dei suoi studi ben oltre il titolo della cattedra universitaria, indagando Pavia medievale con risultati importanti e durevoli. La sua presidenza di quasi quarantacinque anni ha il valore di un'epoca, tanto più perché attraversata da eventi come il fascismo e la guerra, che non potevano non segnare anche la vita della Società Pavese. Vaccari è un profondo studioso e insieme un uomo d'azione: podestà di Pavia dal 1923 al 1933, proprio grazie al suo prestigio protegge il sodalizio da ingerenze del regime, confermandone l’indipendenza da qualsiasi ente pubblico o privato, che perdura tuttora.
Una svolta fu impressa alla Società da Emilio Gabba, presidente dal 1978 al 2002, docente di Storia Romana. Mentre i soci raddoppiano, dal 1984 al 2000 escono gli otto monumentali volumi della Storia di Pavia (finanziata dalla Banca del Monte di Pavia, poi Banca Regionale Europea) della quale la Società Pavese ha la responsabilità scientifica e organizzativa; e, soprattutto, il Bollettino dagli anni Novanta ha una media di 450 pagine ogni anno e offre contributi molto vari per argomento (si spazia dall'antichità alla metà del Novecento), dimensioni, impostazione: accanto ai professori pubblicano i loro migliori alunni, accanto agli studiosi pavesi si affacciano collaboratori di altre città che nelle loro indagini incontrano la storia pavese.

## Bollettino della Società Pavese di Storia Patria

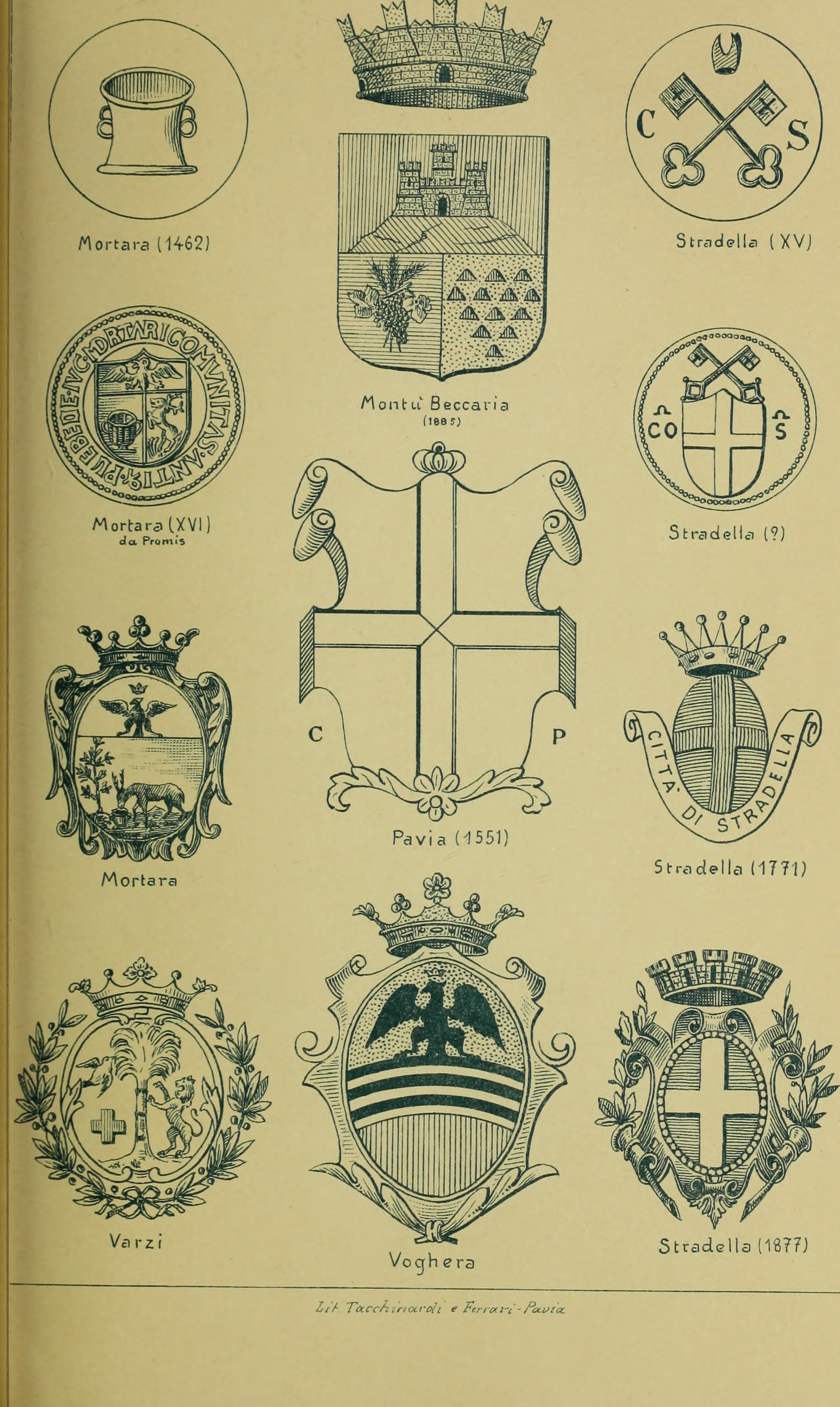
Una pagina del Bollettino, 1901

I frutti del lavoro di ricerca vengono pubblicati nel Bollettino della Società Pavese di Storia Patria che esce ogni anno ininterrottamente dalla fondazione.